# Équipe de Russie de hockey sur gazon
Cet article traite de l'équipe masculine. Pour l'équipe féminine, voir Équipe de Russie féminine de hockey sur gazon.
Maillots
L'équipe de Russie de hockey sur gazon est l'équipe nationale qui représente la Russie lors des compétitions internationales masculines de hockey sur gazon, sous l'égide de la Fédération russe de hockey sur gazon. Elle consiste en une sélection des meilleurs joueurs russes.

## Palmarès
Ligue mondiale
- 2012-2014 : 17e
- 2014-2015 : 21e

Championnat d'Europe
- 1999 : 8e
- 2003 : 12e
- 2011 : 7e
- 2015 : 8e
- 2021 : 8e